# Il lampionaio (film)
Il lampionaio (The Lamplighter) è un film muto del 1921 diretto da Howard M. Mitchell e sceneggiato da Robert A. Dillon. Prodotto e distribuito dalla Fox Film Corporation, aveva come interpreti Shirley Mason, Raymond McKee, Ethelbert Knott, Philo McCullough, Edwin B. Tilton, Iris Ashton. Il film è ispirato all'omonimo romanzo di Maria Susanna Cummins.

## Trama

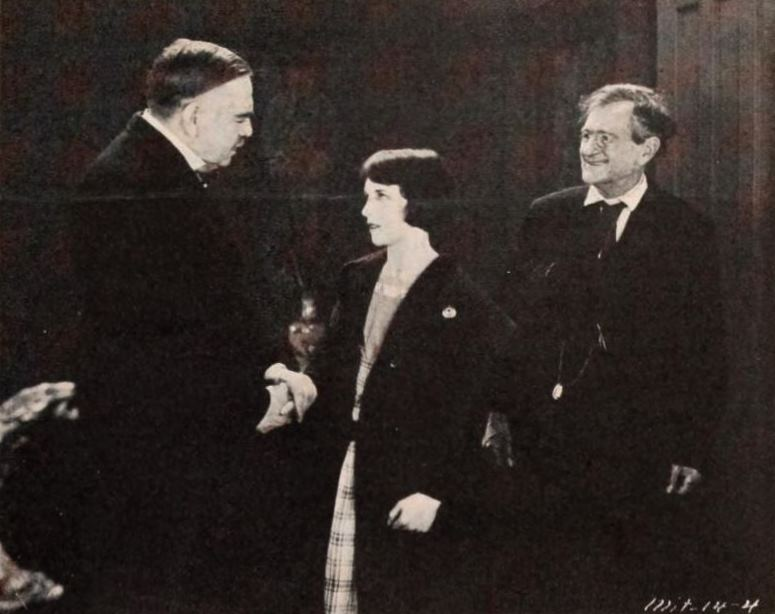
Shirley Mason con due attori non identificati

Approfittando dell'assenza di suo padre, il ricco Malcolm Graham, Emily Graham sposa segretamente Philip Amory. Il marito, inavvertitamente provoca la perdita della vista di Emily. Lei, che abita con il padre, dà alla luce una bambina. Malcolm, dubitando che la figlia sia veramente sposata, affida la neonata a un marinaio che dovrà portarla via dal paese. L'uomo, invece, tiene con sé la piccola, ma la tratta duramente, allevandola nel terrore. Maltrattata, la piccola Gertie scappa di casa, trovando rifugio presso un vecchio lampionaio. La sorte la porta nella casa del nonno dove diventa l'accompagnatrice della madre cieca. Willie Sullivan, l'aiuto del lampionaio, trova suo padre che è stato in India e, insieme, tornano negli Stati Uniti. Mentre madre e figlia attendono il ritorno di Amory, Gertie viene salvata da un incendio dal vecchio marinaio che l'aveva allevata nei suoi primi anni. Alla fine, Emily e Amory finalmente possono riunirsi, mentre Gertie e Willie si fidanzano.

## Produzione
Il film fu prodotto dalla Fox Film Corporation.

## Distribuzione
Il copyright del film, richiesto dalla Fox Film Corp., fu registrato il 10 aprile 1921 con il numero LP16428.

Distribuito dalla Fox Film Corporation e presentato da William Fox, il film uscì nelle sale statunitensi il 10 aprile 1921. In Francia, fu distribuito il 12 gennaio 1923 con il titolo L'Allumeur de réverbères. In Italia, distribuito nel 1925 dalla Fox, ottenne il visto di censura numero 20385.
Non si conoscono copie ancora esistenti della pellicola che viene considerata presumibilmente perduta.